# Renmärke

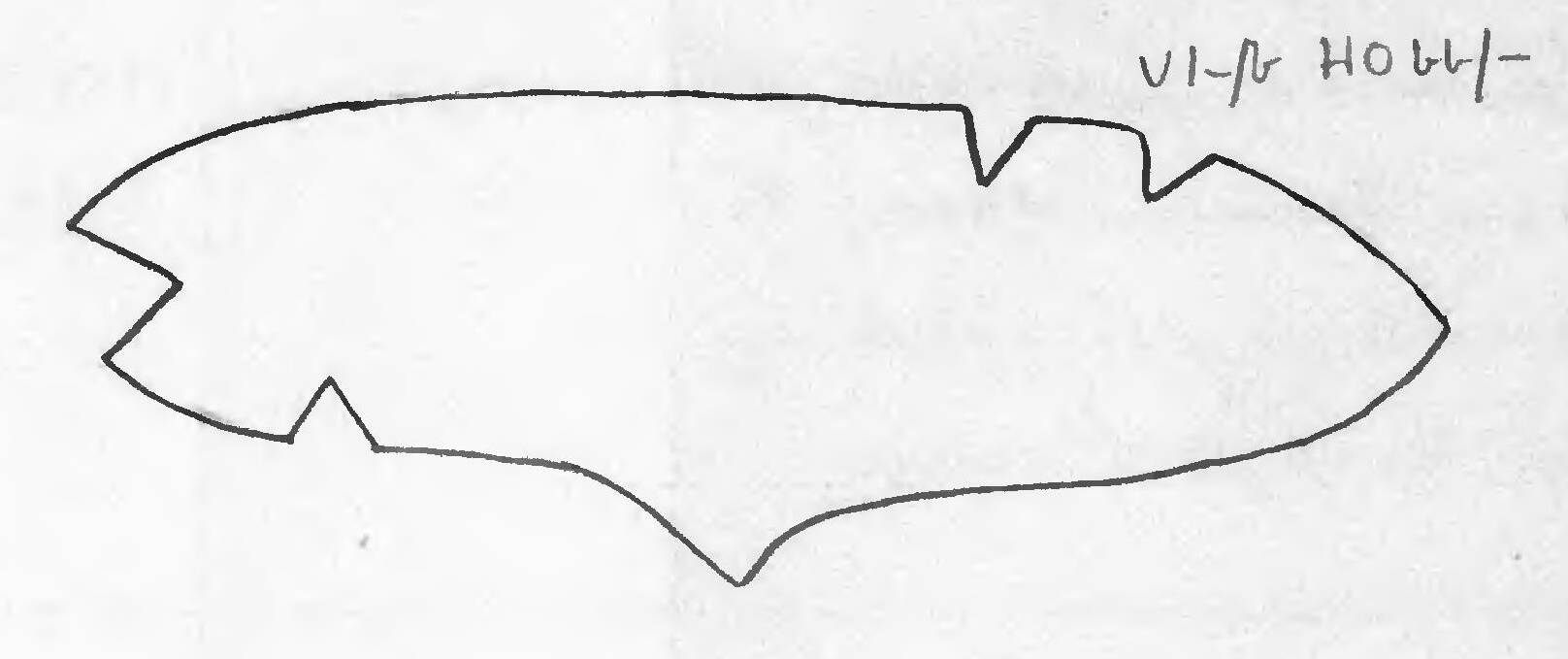
Teckning av renmärke.

Renmärken är en kombination av snitt skurna i renarnas höger och vänster öra. Renmärket är unikt för varje renägare och utifrån märkningen kan man identifiera ägaren till renen – en person eller en sameby.
Sametinget för register över renmärken, registrerar och avregistrerar märken. Registret är sökbart utifrån sameby, namn på ägare och snitt. Det finns på webben och som app. Renmärken sammanställs också i renmärkesböcker. Den som vill trycka en renmärkesbok idag kan få ett underlag från Sametinget som kan skickas till tryck. Även sedan digitaliseringen finns efterfrågan på renmärkesböcker.
I Sverige ska renar vara märkta med ett renmärke som är registrerat hos Sametinget och omärkta renar med okänd ägare räknas som ägda av samebyn där de påträffas. Även i Norge och Finland ska renar vara märkta. Efter en ändring 2019 ska varje ren i Norge också ha en individmärkning som skiljer den från andra renar med samma ägare.
Andrea Amft, doktor i samiska studier, har undersökt markörer för samisk identitet genom att intervjua samer i olika åldrar, av olika kön och med olika sysselsättning och fann att det var en viktig symbol att äga ett eget renmärke. Genom att renen är en så viktig symbol blir även sådant som är kopplat till att äga och sköta renar det, som renmärken, att komma från en renskötarfamilj eller att kunna kasta lasso.